# Leonid Geyshtor
Leonid Geyshtor (em russo:  Леонид Григорьевич Гейштор, Gomel, Gomel, 15 de outubro de 1936) é um velocista bielorrusso na modalidade de canoagem.
Foi vencedor da medalha de Ouro em C-2 1000 m em Roma 1960 junto com o seu companheiro de equipe Sergei Makarenko.